# Tập đoàn Brookfield
Tập đoàn Brookfield là một công ty đa quốc gia đến từ Canada, là một trong những tập đoàn quản lý đầu tư thay thế lớn nhất thế giới. Tính đến năm 2022, tập đoàn này quản lý hơn 725 tỷ Đô la Mỹ tài sản. Brookfield tập trung vào việc đầu tư vào bất động sản, năng lượng tái tạo, cơ sở hạ tầng, tín dụng và vốn tư nhân. Công ty này thực hiện đầu tư vào các giấy nợ khó khăn thông qua Oaktree Capital, một công ty mà Brookfield đã mua vào năm 2019. Trụ sở chính của Brookfield đặt tại Toronto, và họ cũng có các văn phòng tại Thành phố New York, London, São Paulo, Mumbai, Shanghai, Dubai, và Sydney.

## Lịch sử
Công ty Brookfield được thành lập vào năm 1899 dưới tên São Paulo Tramway, Light and Power Company bởi hai người sáng lập là William Mackenzie và Frederick Stark Pearson. Công ty hoạt động trong việc xây dựng và quản lý cơ sở hạ tầng điện và giao thông tại Brasil.
Năm 1904, Tập đoàn Rio de Janeiro Tramway, Light and Power Company được thành lập bởi nhóm của Mackenzie.
Năm 1912, Công ty Điện và Năng lượng Brazil (Brazilian Traction, Light and Power Company) được thành lập tại Toronto như một công ty cổ phần để phát triển hoạt động sản xuất điện từ thủy điện và các dịch vụ tiện ích khác tại Brazil. Công ty này trở thành một tập đoàn mẹ cho Công ty Điện São Paulo và Công ty Điện Rio de Janeiro. Năm 1916, Công ty Điện lực Great Lakes (Great Lakes Power Company) được thành lập để cung cấp điện từ thủy điện tại Sault Ste. Marie và vùng Algoma ở Ontario.
Năm 1959, Edper Investments, do hai anh em Peter và Edward Bronfman sáng lập, mua lại Tập đoàn Điện và Năng lượng Brazil với giá 15 triệu Đô la Mỹ. Năm 1966, tập đoàn này đổi tên thành Công ty Điện và Năng lượng Brazil, và lại một lần nữa năm 1969, đổi tên thành Brascan Limited. Tên "Brascan" kết hợp từ hai từ "Brasil" và "Canada".
Trong những năm 1970, công ty bắt đầu bán các quyền lợi tại Brazil và tập trung đầu tư mạnh vào các ngành như bất động sản, lâm nghiệp và khai thác mỏ.
Năm 1979, công ty chuyển giao toàn bộ tài sản tại Brazil cho sở hữu của các công ty Brazil như Eletropaulo và Light S.A., trong khi đó, công ty đã mở rộng hoạt động vào các lĩnh vực khác. Công ty đã cung cấp dịch vụ điện và dịch vụ điện đường sắt tại São Paulo và Rio de Janeiro. Sau khi hoàn thành quá trình cải cách, danh mục tài sản tại Brazil của công ty hoạt động dưới tên gọi Light S.A., viết tắt của Brazilian Traction, Light and Power Co. Ltd.
Năm 2002, Bruce Flatt được bổ nhiệm làm CEO của Brascan. Năm 2005, sau 37 năm, Brascan Corp. đã thay đổi tên thành Brookfield Asset Management Inc. Từ năm 2013 đến 2018, công ty và các công ty con của nó đã đầu tư khoảng 10 tỷ đô la Mỹ vào các dự án năng lượng, cơ sở hạ tầng và bất động sản tại Brazil, bao gồm việc mua lại các đường ống dẫn dầu từ các công ty năng lượng như Petroleo Brasileiro SA.
Năm 1992, thông qua việc sáp nhập tại Canada giữa Brookfield và Johnson Controls— một công ty quản lý hệ thống và cơ sở vật chất được thành lập vào cuối thế kỷ 19 bởi Warren S. Johnson, Brookfield và Johnson Controls đã tạo ra Brookfield Corporation. Johnson Controls nổi tiếng với việc phát minh ra bộ điều khiển nhiệt độ phòng điện tử đầu tiên, đánh dấu sự khởi đầu của ngành kiểm soát tòa nhà. Tới năm 2012, Brookfield và Johnson Controls đã trở thành nhà lãnh đạo trong ngành với 11.500 địa điểm hoạt động trải dài khắp Canada. Năm 2007, Brookfield Asset Management mua lại Multiplex, một công ty xây dựng quốc tế từ Australia được thành lập vào năm 1962 bởi John Roberts. và vào thời điểm đó, công ty này được định giá khoảng 7.3 tỷ đô la Úc. Công ty sau đó đã đổi tên thành Brookfield Multiplex vào năm 2016. Năm 2012, Brookfield Asset Management và Johnson Controls Global WorkPlace Solutions (GWS) đã hợp nhất để tạo ra Brookfield Johnson Controls.
Năm 2015, Brookfield Asset Management trở thành công ty mẹ của Brookfield Global Integrated Solutions (BGIS) khi mua lại quyền kiểm soát từ đối tác liên doanh Johnson Controls có trụ sở tại Milwaukee. Lúc đó, có một nhà đầu tư hoạt động đã thúc đẩy Johnson Controls thoái vốn khỏi phân khúc bất động sản. Phần kinh doanh quản lý cơ sở vật chất đã được đổi tên thành Brookfield Global Integrated Solutions (BGIS) theo kế hoạch của Brookfield để trở thành một "nhà cung cấp quản lý cơ sở vật chất hàng đầu toàn cầu". Từ khi Brookfield kiểm soát BGIS vào năm 2015, BGIS đã nhanh chóng mở rộng và vào năm 2016, khi BGIS mua lại McKinstry FMS - một dịch vụ quản lý trung tâm dữ liệu có trụ sở tại Hoa Kỳ với hơn 350 kỹ sư, kỹ thuật viên và quản lý chương trình, BGIS đã trở thành một trong những công ty quản lý cơ sở vật chất lớn nhất phục vụ trung tâm dữ liệu ở Bắc Mỹ. Đến năm 2017, khi Gord Hicks được bổ nhiệm làm CEO tại BGIS có trụ sở tại Toronto, công ty đã có 7,000 nhân viên và 100 khách hàng tại Hoa Kỳ, Vương quốc Anh, Châu Á và Canada, bao gồm cả chính phủ Canada. Đến năm 2022, theo phân tích của Đại học Carleton (Canada) School of Public Policy and Administration về các hợp đồng quản lý bất động sản của chính phủ Canada, Chính phủ đã chi hơn 1 tỷ đô la cho các hợp đồng với BGIS trong năm 2021-2022, đại diện cho nhà cung cấp lớn nhất vào thời điểm đó. Trong khoảng thời gian đó, công ty IBM Canada với hợp đồng trị giá khoảng 476 triệu đô la đã là nhà cung cấp có hợp đồng lớn thứ hai với chính phủ Canada. Năm 2019, Brookfield Asset Management đã bán cổ phần của mình tại BGIS cho CCMP Capital Advisors - một công ty đầu tư tư nhân tại Mỹ - với giá hơn 1.3 tỷ đô la Canada và CEO Gord Hicks vẫn giữ vị trí này. Và việc bán BGIS đã được vinh danh là Giao Dịch Vốn Tư Nhân của Năm 2020.
Vào năm 2018, Brookfield Asset Management đã sở hữu các công ty con lớn như Brookfield Infrastructure Partners, Brookfield Renewable Partners, Brookfield Property Partners và Brookfield Business Partners. Vào tháng 8 năm 2018, Brookfield đã mua Westinghouse Electric Company, một công ty sản xuất các bộ phận lớn cho lò phản ứng hạt nhân, với giá 4.6 tỷ đô la sau quá trình phá sản.
Vào ngày 13 tháng 3 năm 2019, Brookfield Asset Management thông báo mua phần lớn của Oaktree Capital Management với giá khoảng 4.7 tỷ đô la, tạo thành một trong những công ty quản lý tài chính thay thế lớn nhất trên thế giới. Vào ngày 31 tháng 7 năm 2019, việc bán Vodafone New Zealand Limited cho một liên doanh gồm Infratil Limited và Brookfield Asset Management Inc. đã được hoàn tất.
Vào tháng 10 năm 2019, Brookfield mua chuỗi khách sạn cao cấp The Leela Palaces, Hotels and Resorts ở Ấn Độ với mức giá 530 triệu đô la Mỹ. Thỏa thuận này đánh dấu sự gia nhập của Brookfield vào thị trường dịch vụ lưu trú tại Ấn Độ.
Năm 2020, đối với tác động của đại dịch COVID-19, CEO của Brookfield, Bruce Flatt, cho biết tác động kinh tế là "dễ quản lý hơn" so với các khủng hoảng trước đó.
Vào tháng 10 năm 2020, Mark Carney, người sắp rời vị trí Thống đốc Ngân hàng Anh, trở thành phó chủ tịch của Brookfield và dẫn dắt chiến lược đầu tư vào quỹ môi trường, xã hội và quản trị (ESG) và tác động.
Vào ngày 25 tháng 4 năm 2022, đã được thông báo rằng Brookfield và Tập đoàn Simon Property đang lên kế hoạch đề xuất mua cửa hàng Kohl's.
Vào tháng 8 năm 2022, Intel đã ký kết một thỏa thuận trị giá 30 tỷ đô la với Brookfield để tài trợ cho việc mở rộng nhà máy sản xuất gần đây của họ. Theo thỏa thuận, Intel sẽ chiếm cổ phần kiểm soát bằng cách tài trợ 51% chi phí xây dựng cơ sở sản xuất chip mới tại Chandler, Arizona, trong khi Brookfield sẽ nắm giữ 49% cổ phần còn lại, cho phép hai công ty chia sẻ doanh thu từ những cơ sở này.
Vào ngày 9 tháng 12 năm 2022, tên của công ty đã được thay đổi từ Brookfield Asset Management Inc. thành Brookfield Corporation. Sau đó, Brookfield Corporation đã tách ra 25% cổ phần trong kinh doanh quản lý tài sản của họ để tạo ra công ty con mới có tên là Brookfield Asset Management Ltd. được niêm yết công khai.

## Phản ứng và vụ kiện
Vào tháng 9 năm 2010, một nhóm mang tên "Cổ đông Birch Mountain vì Công Lý" đã đệ đơn kiện Brookfield Asset Management tại Tòa Thượng Thẩm Ontario, đề nghị kiện Brookfield về việc mua và chuyển nhượng tài sản. Birch Mountain gặp khó khăn về tài chính và cáo buộc Brookfield đã sử dụng tài chính kỹ thuật để mua mỏ đá vôi trị giá 1,6 tỷ đô la của công ty với giá 50 triệu đô la. Theo Birch Mountain, Brookfield đã sử dụng tài chính vòng xoáy tử thần và giao dịch nội gián. Sau năm năm tranh tụng, vụ kiện đã bị bác bỏ, vì Birch Mountain không trình bày được bằng chứng đáng tin. Vào tháng 5 năm 2015, các bên đơn đã nộp đơn kháng cáo, nhưng vụ kiện của họ cũng bị bác bỏ hai năm sau.
Năm 2009, Brookfield kiện tập đoàn tài chính và bảo hiểm lớn American International Group (AIG) tại tòa liên bang Manhattan, cáo buộc rằng việc AIG sụp đổ đã gây ra các điều khoản mặc định trong các giao dịch trao đổi lãi suất. Vụ kiện bắt nguồn từ việc AIG chấp nhận gói cứu trợ trị giá 182,3 tỷ đô la từ chính phủ liên bang, mà Brookfield cho rằng đã làm thay đổi bảo vệ phá sản của AIG. Công ty bảo hiểm đáp lại bằng cách kiện lại, tuyên bố rằng Brookfield đang cố gắng thoát khỏi nợ 1,5 tỷ đô la đối với AIG. Vụ kiện kết thúc với Brookfield phải trả 905 triệu đô la để giải quyết.
Vào tháng 3 năm 2013, tổ chức Southern Investigative Reporting Foundation đã đặt câu hỏi về cấu trúc của Brookfield. Bài phân tích của Roddy Boyd cáo buộc công ty sử dụng một cấu trúc kiểm soát bậc thang, nghĩa là một nhóm nhỏ cổ đông có quyền lực quá lớn và có thể dễ dàng sử dụng vốn của nhà đầu tư khác mà không đối mặt với rủi ro riêng của họ.
Năm 2013, một công tố viên Brazil đã đưa ra cáo buộc chống lại phân nhánh địa phương của công ty, tố rằng công ty đã trả hối lộ cho các quan chức địa phương, việc này cũng vi phạm pháp luật hình sự liên bang Hoa Kỳ. Những khoản hối lộ được cho là đã được sử dụng để làm đường cho Brookfield xây dựng một trung tâm mua sắm tại São Paulo. Ủy ban Chứng khoán và Giao dịch Mỹ cũng đã mở cuộc điều tra chính thức về công ty liên quan đến các cáo buộc hối lộ. Công ty bác bỏ những cáo buộc này. Bộ Tư pháp Hoa Kỳ cũng đã khởi tố một cuộc điều tra hình sự về công ty liên quan đến những cáo buộc này, nhưng không có ai bị bắt giữ sau đó. Theo Trung tâm Luật Stanford về Luật Hành vi Dối trá Đối ngoại, đã nghiên cứu vụ việc này, cuộc điều tra và việc đưa ra cáo trạng đã được khởi xướng bởi một người báo chí và gợi ý nặc danh. Sau đó, được tiết lộ rằng người báo chí là cựu Giám đốc Tài chính của một công ty con của Brookfield. Bà cho rằng bị sa thải vì từ chối tham gia vào âm mưu hối lộ của Brookfield. Công ty đã tiết lộ các cuộc điều tra này qua một số biểu mẫu 6-K từ năm 2013 đến 2015.
Vào tháng 8 năm 2018, Brookfield đã ký một hợp đồng thuê kéo dài 99 năm cho tòa nhà chọc trời 666 Fifth Avenue, mà là tài sản của Jared Kushner, con rể của Donald Trump. Thỏa thuận này đã khiến mọi người nghi ngờ rằng Qatar Investment Authority, một nhà đầu tư quan trọng trong Brookfield, có thể đang cố gắng ảnh hưởng đến chính quyền Trump.
Vào tháng 11 năm 2020, đã được tiết lộ rằng Brookfield có thể hợp tác với tập đoàn viễn thông lớn Rogers Communications để biến khu vực của Rogers Centre thành những căn hộ chung cư mới, giảm một nửa không gian cho các hoạt động thể thao. Sân vận động đa năng ban đầu và mảnh đất của nó đã tốn 570 triệu USD, chủ yếu được tài trợ bởi người đóng thuế, nhưng 15 năm sau đó, chúng đã được bán cho Rogers chỉ với giá 25 triệu USD.
Vào tháng 2 năm 2021, Mark Carney, Phó Chủ tịch và Trưởng nhóm Đầu tư Tác động của Brookfield Asset Management và cựu Thống đốc Ngân hàng Anh, đã phải rút lại tuyên bố trước đó cho rằng danh mục trị giá 600 tỷ USD của công ty là không gây thêm lượng khí carbon vào môi trường. Ông đặt tuyên bố này dựa trên việc Brookfield sở hữu một danh mục lớn về năng lượng tái tạo và "tất cả lượng khí thải mà có thể tránh được từ đó". Tuyên bố này bị chỉ trích là một chiêu trò kế toán, vì việc tránh khí thải không đủ để bù đắp cho lượng khí thải từ các khoản đầu tư vào than đá và nhiên liệu hóa thạch khác, gây ra một lượng khí CO2 tương đương khoảng 5.200 tấn. Thực tế, công ty thực sự đang hướng đến mục tiêu trở thành tổng hợp carbon không vào năm 2050, mục tiêu này đã bị tụt lại phía sau so với các công ty hàng đầu một vài thập kỷ.

## Tình hình tài chính
Vào năm tài chính 2018, Brookfield Asset Management báo cáo lợi nhuận đạt 3.584 tỷ USD, với tổng doanh thu hàng năm đạt 56.771 tỷ USD, tăng 39.2% so với chu kỳ tài chính trước đó. Các cổ phiếu của Brookfield Asset Management được giao dịch với giá trên 38 USD mỗi cổ phiếu, và vốn hóa thị trường của công ty đạt giá trị hơn 40.8 tỷ USD vào tháng 11 năm 2018.
| Năm  | Doanh thu trong triệu USD$ | Lợi nhuận ròng trong triệu USD$ | Tổng tài sản trong triệu USD$ | Giá mỗi cổ phiếu trong USD$ |
| ---- | -------------------------- | ------------------------------- | ----------------------------- | --------------------------- |
| 2005 | 5,256                      | 1,662                           | 26,058                        | 7.61                        |
| 2006 | 6,897                      | 1,170                           | 40,708                        | 12.17                       |
| 2007 | 9,343                      | 787                             | 55,597                        | 16.74                       |
| 2008 | 12,868                     | 649                             | 53,611                        | 13.22                       |
| 2009 | 12,082                     | 454                             | 61,902                        | 9.33                        |
| 2010 | 13,623                     | 3,195                           | 78,131                        | 13.76                       |
| 2011 | 15,921                     | 3,674                           | 91,030                        | 16.72                       |
| 2012 | 18,697                     | 2,747                           | 108,644                       | 18.69                       |
| 2013 | 20,830                     | 3,844                           | 112,745                       | 22.42                       |
| 2014 | 18,364                     | 2,956                           | 129,480                       | 27.22                       |
| 2015 | 19,913                     | 2,207                           | 139,514                       | 32.47                       |
| 2016 | 24,411                     | 1,518                           | 159,826                       | 32.10                       |
| 2017 | 40,786                     | 1,317                           | 192,720                       | 38.17                       |
| 2018 | 56,771                     | 3,584                           | 256,281                       |                             |